# Diospyros evena
Diospyros evena är en tvåhjärtbladig växtart som beskrevs av Bakh. Diospyros evena ingår i släktet Diospyros och familjen Ebenaceae. Inga underarter finns listade i Catalogue of Life.